# UGK
Underground Kingz ou UGK foi uma dupla estadunidense de hip hop. Foi formado pelo falecido Chad "Pimp C" Butler em 1987. Ele então se juntou com Bernard "Bun B" Freeman, que se tornou se parceiro de longa data. Eles lançaram o primeiro álbum em uma grande gravadora, Too Hard to Swallow, em 1992, seguido por vários outros álbuns pontuando nas paradas da Billboard, incluindo o auto-titulado Underground Kingz que estreou no primeiro lugar da Billboard 200 em Agosto de 2007. O grupo também apareceu em hit singles de outros artistas, como "Big Pimpin'" de Jay-Z e "Sippin' on Some Syrup" do Three 6 Mafia. Pimp C fundou a UGK Records no final de 2005.
Em 4 de Dezembro de 2007, Pimp C foi encontrado morto no quarto de um hotel em West Hollywood.

## Discografia
| Ano  | Álbum                 | EUA 200 | EUA R&B | Vendas nos E.U.A. |
| ---- | --------------------- | ------- | ------- | ----------------- |
| 1988 | The Southern Way (EP) | –       |         |                   |
| 1992 | Banned                | –       |         |                   |
| 1992 | Too Hard to Swallow   | –       | 37      | 369,511           |
| 1994 | Super Tight           | 95      | 9       | 374,985           |
| 1996 | Ridin' Dirty          | 15      | 2       | 847,454           |
| 2001 | Dirty Money           | 18      | 2       | 522,943           |
| 2002 | Side Hustles          | 70      | 10      | 88,570            |
| 2007 | Underground Kingz     | 1       | 1       | 498,454           |
| 2009 | UGK 4 Life            | 6       | 2       | 217,220           |